# Ala'a Al-Sasi
Ala'a Al-Sasi (in arabo علاء محمد عبدالله الساسي‎?; 2 luglio 1987) è un ex calciatore yemenita, di ruolo centrocampista, già membro della nazionale yemenita.

## Carriera

### Club
Ha giocato nel campionato yemenita, iracheno e qatariota.

### Nazionale
Ha esordito in nazionale nel 2006 e preso parte alla Coppa d'Asia 2019.